# Кишка, Пётр

Родовой герб Кишек «Домброва»

Пётр Ки́шка ( ум. 1534) — государственный и военный деятель Великого княжества Литовского из рода Кишек, староста дрохичинский, в 1521—1532 годах — полоцкий воевода, с 1532 года — трокский каштелян и староста жемайтский.

## Биография
Происходит из подляшского боярского магнатского рода. Отец Станислав Кишка — гетман великий литовский, мать София Монтигерд. Сыновья:
- Станислав (ум. в 1554),
- Пётр (1519—1550),
- Николай (ум. в 1587)[5].

В 1521—1532 годах — воевода полоцкий, с 1522 года — староста дрохичинский, с 1532 года — каштелян трокский и староста жемайтский. Был одним из самых богатых магнатов Литвы.
В 1522 и 1526 годах возглавлял посольства в Россию с целью заключения перемирий.